# Zaruddea, Kroleveț
Zaruddea (în ucraineană Заруддя) este un sat în comuna Kamin din raionul Kroleveț, regiunea Sumî, Ucraina.

## Demografie
Componența lingvistică a localității Zaruddea
     Ucraineană (100%)
Conform recensământului din 2001, toată populația localității Zaruddea era vorbitoare de ucraineană (100%).